# Kühburg
Die Kühburg, auch Waltenburg genannt, ist möglicherweise eine abgegangene Höhenburg auf dem „Kühberg“ bei den Gewannen Burgstadel und Altes Schloß südöstlich der Gemeinde Wiesenbach im Rhein-Neckar-Kreis in Baden-Württemberg.

## Geschichte
Laut älteren Veröffentlichungen könnte die Burg in Wiesenbach im hohen Mittelalter von den Grafen von Lauffen erbaut worden sein und lag im Bereich des einstigen Fernwegs von Heidelberg über Mosbach nach Würzburg. Die Grafen von Lauffen errichteten wohl in der zweiten Hälfte des 12. Jahrhunderts die Bergfeste Dilsberg oberhalb des Neckars und könnten ihren Sitz von Wiesenbach dorthin verlegt haben. Vermutlich war die Burg darauf ab der Mitte des 12. Jahrhunderts im Besitz des Klosters Ellwangen, das die Besitznachfolge der Lauffener in Wiesenbach antrat. Man hat die Burg dann wohl als Steinbruch zum Bau des von Ellwangen aus gegründeten Klosters in Wiesenbach verwendet.
Jüngere Veröffentlichungen widersprechen dieser These und datieren die Anlage eher in die römische Zeit.
Ein ursprünglicher Name der Burg ist nicht überliefert. Der Name Kühberg oder Kyberg für den Höhenzug am Burgstall ist nicht vor dem 17. Jahrhundert nachgewiesen. Eine Verbindung zu den Grafen von Kyburg ist ausgeschlossen. In einer Waldbeschreibung von 1549 wird ein Wald an der Walttenberg genannt, dessen Lagebeschreibung sich mit dem Burgstall deckt, so dass die Burg einst den Namen Waltenburg getragen haben könnte.

## Archäologische Erschließung
Die Burg war bis in die Neuzeit nahezu in Vergessenheit geraten. Im Volksmund kursierten lediglich Geschichten über den Ritter von der Kühburg, die unter anderem auch in dem Gedicht Das Schloß zu Wiesenbach des Ratsschreibers Wilhelm Fischer um 1900 ihren Niederschlag fanden. 1936 stieß das Badische Vermessungsamt Heidelberg bei der Neueinteilung des Allmendfelds auf dem Kühberg auf Mauerreste. Weitere Mauerfragmente an jener Stelle fanden sich 1937 bei Wegebauarbeiten. Mit einigen wenigen Grabungen und unter Heranziehung eines Wünschelrutengängers konnte ein grober Grundriss der Anlage erstellt werden. Bei den Grabungen traten auch zwei kleine, jeweils 35 cm hohe Säulchen aus Sandstein zu Tage, die aufgrund ihrer Gestaltung ins frühe 13. Jahrhundert datiert werden können. Eine ausführliche Grabung blieb jedoch aus, vielmehr ließ der damalige Wiesenbacher Bürgermeister Friedrich Brox die seiner Ansicht nach „aussichtslosen“ Arbeiten einstellen und investierte die zur weiteren Erforschung der Anlage nötigen Geldmittel aus den Gemeindefinanzen stattdessen 1938 zum Bau eines HJ-Heimes. Der Zweite Weltkrieg unterband weitere Forschungen am Burgstall. Nach dem Zweiten Weltkrieg ließen die knappen Gemeindefinanzen keine weiteren Grabungen zu. Später wurde der Kühberg beim Burgstall teilweise aufgeforstet, so dass die Überreste der Burg bis heute unter Ackerland und Waldboden ruhen.